# Hiromi Kojima (1989)
Hiromi Kojima (小島 弘已 Kojima Hiromi?, nacido el 27 de octubre de 1989 en Gifu) es un exfutbolista japonés. Jugaba de delantero y su último club fue el FC Kariya de Japón.

## Trayectoria

### Clubes
| Club      | País  | Año  |
| --------- | ----- | ---- |
| FC Gifu   | Japón | 2008 |
| FC Kariya | Japón | 2009 |